# Pomnik Braterstwa Broni w Strzegomiu
Pomnik Braterstwa Broni w Strzegomiu – nieistniejący pomnik, który znajdował się w parku przy ul. Tadeusza Kościuszki w Strzegomiu, w powiecie świdnickim, w województwie dolnośląskim. Obiekt zdemontowano 15 marca 2018.
Pomnik w formie obelisku powstał dla upamiętnienia walk stoczonych przez 1 Warszawską Dywizję Piechoty w trakcie bitwy pod Lenino. Inskrypcja na pomniku głosiła, iż walki pod Lenino były symbolem sojuszu ludu polskiego z bratnimi ludami radzieckimi. W 2009 podjęto próbę zmiany tego napisu.
Pomnik stał na skraju parku, naprzeciw kościoła Parafii Najświętszego Zbawiciela Świata i Matki Bożej Szkaplerznej. 